# Bada (cantante)
Bada (바다?, BadaLR, PadaMR), pseudonimo di Choi Sung-hee (최성희?, 崔盛希?, Choe Seong-huiLR, Ch'oe SŏnghŭiMR; Bucheon, 28 febbraio 1980), è una cantante e attrice sudcoreana.

## Carriera
Ex membro del gruppo musicale SES, di cui ha fatto parte dal 1997 al 2002, ha debuttato da solista nel 2003. È attiva anche come attrice di musical e personaggio televisivo.

## Discografia

### Da solista

#### Album in studio
- 2003 – A Day of Renew
- 2004 – Aurora
- 2006 – Made in Sea
- 2009 – See the Sea

#### EP
- 2016 – Flower